# Tilos Rádió
A Tilos Rádió budapesti nonprofit rádió. A műsorkészítők a legkülönbözőbb polgári foglalkozásúak, talán éppen újságíróból és médiaszakemberből akad köztük a legkevesebb. A rádió hallgatottsága pontosan nem ismert, de az elmúlt években több rádióhallgatási szokásokat vizsgáló közvélemény kutatásba is bekerült a Tilos Rádió. Ennek alapján a hallgatottsága folyamatosan emelkedik és napi szinten 30.000 hallgatóval, havi szinten pedig 100.000-nél is több egyedi hallgatóval rendelkezik.

## Jellege
Egy közösségi rádió eredeti formájában jól körülhatárolható, rendszerint elszigetelt kisközösségek rétegigényét kiszolgáló média. A Tilos Rádió kialakította és gyakorlatba ültette át a közösségi rádiózás nagyvárosi formáját, amely az urbanizált hallgatóságnak – ha módosult keretek között is – visszaadja a kisközösségek, Magyarországon és Európában egyaránt elveszettnek hitt párbeszédét, közös dolgaikról szóló vitáit és közösségtudatát. A Tilos Rádió készítői és hallgatói fizikailag, virtuálisan és minden más tekintetben nagyon is valóságos közösséget alkotnak: rádióhullámokon és az interneten élik a valamikori agorák, fórumok, falusi piacterek és kisvárosi kávéházak életét.

### Beszélgetős műsorok
A műsorok zöme a hallgatói részvételre épül, a szerkesztés szerves eleme a betelefonálók és a műsorkészítők közötti aktív együttműködés. Ez nemcsak az interakciót tartalmi elemként használó, beszélgetős műsorokra igaz, hanem a tematikus magazinokra és a zenei műsorok egy részére is. A hazai médiagyakorlatban korábban szokatlan részvételi rádiózást a Tilos honosította meg Magyarországon. A teljesen nyitott, kötetlen interaktivitás teremti meg azt a médiában ismeretlen helyzetet, amelyben egy-egy hallgató éppen úgy lehet a műsor sztárja, ahogyan a műsorvezető. A Tilos Rádióban a hallgató nem feltétlenül passzív célszemélye a programoknak, hanem többnyire lehetősége van a műsorok irányának aktív alakítására, bár természetesen nem a műsorvezetővel azonos szinten.
Minden hétköznap 19:30-as kezdettel esti mese hallható a rádión. A hangjátékszerű meséket a rádió műsorvezetői, zenészei, hallgatói és technikusai készítik.

### Zenei műsorok
A Tilos Rádió műsorpolitikájának egyik fő ismertetőjegye a zenei sokszínűség. Alapelvük, hogy olyan előadóknak és irányzatoknak adnak helyet a legváltozatosabb stílusokból – az experimentális műfajoktól a világzenén és dzsesszen át a legfrissebb tánczenéig –, amelyek máshol nem hallhatóak.

## Története
A Tilos Rádió 1991. augusztus 21-én kezdett sugározni Budapesten a 95,5 MHz-es URH sávon. A Tilos Rádió volt az első magyar független és az első harmadik típusú, azaz közösségi, szabad rádió, valamint egy joghézagnak köszönhetően a rendszerváltás időszakának első szamizdatja.
A Tilos kalózrádióként vált ismertté, s az 1991 nyarán történt induláshoz a Tilos az Á nevű egykori, legendás szórakozóhely szolgált bázisként, innen kapta a rádió a nevét. Az első hónapokban a délelőtt kazettára felvett műsorok kerültek délután adásba, heti két-három alkalommal. Főképp zene ment, de mellettük riportok és interjúk is megjelentek.
A Tilos Rádió kezdeti, háromszor négy órás adásidejét egy év alatt heti 140 órára növelte, és nap mint nap bizonyította a nem kereskedelmi, teljesen nonprofit, közösségi rádiózás létjogosultságát és működőképességét. Később a Tilos a hatályba lépett frekvenciatörvényhez (1993. évi LXII. törvény) alkalmazkodva 1993 nyarán felfüggesztette az illegális sugárzást, és stúdióalapítási engedélyért folyamodott a hatóságokhoz, amelyet 1995 tavaszán kapott meg.
A legális Tilos Rádió 1995. szeptember 1-jétől sugározott 98 MHz-en, a hét minden napján, este 22 órától, másnap reggel 10-ig. A nap további óráiban ugyanezen frekvencián szólt a Civil és a Fiksz Rádió, melyekkel megosztva kapta a sugárzási lehetőséget a Tilos. Az antenna ekkor annak a Podmaniczky utcai bérháznak a tetejéről adott 50 W teljesítménnyel, ahol egy második emeleti lakásban működött a Tilos Rádió stúdiója is.
Ez volt a Tilos legendás korszaka, amikor szokatlan hangvételű kulturális és rendkívül progresszív zenei világa, valamint híressé vált élő, beszélgetős műsorai révén a hazai rádiózás és a budapesti közélet meghatározó színfoltja lett.
A Tilos Rádió a 90-es évek közepe óta a világhálón is jelen van. A https://tilos.hu/ címen nemcsak a rádió életének fontos történései követhetőek, de a műsorok élőben, illetve a hazai rádiók közül kiemelkedő módon először egy évre, majd a folyamatos feltöltést követően van olyan műsoruk, amelyet már 1999-ből, 2000-től kezdve pedig még több műsoruk meghallgatható.
2000 februárja és 2003 márciusa között a kalózrádiós korszak óta legmozgalmasabb időszakát élte meg a Tilos. Lejárt az ötéves földi sugárzási jogosultsága, s az új frekvenciáért való pályázatai sikertelenek voltak. Ekkor kezdett a 88,8 MHz-en, kisebb szünet után a 92,1 MHz-en, ezzel párhuzamosan kábeltelevíziós hálózatokon keresztül adni, műsorideje és műsorkészítői száma a duplájára nőtt, új stúdióba költözött. Végül három elbukott próbálkozás után 2002 őszén elnyerte a budapesti, 90,3 MHz frekvenciára kiírt pályázatot, és ezzel újabb hét évre sugárzási lehetőséghez jutott. 2003. március 11-én délután, két és fél év szünet után szólalt meg ismét a Tilos Rádió. 2010. január 15-én, délben az adóantennát a budapesti Schönherz Zoltán kollégium tetejéről a Citadellára költöztették.
A Tilos Rádió kiállt több, magát függetlennek mondó rádió létéért. Ennek szellemében segítette az 1990-es évek végén a Szlobodan Milosevics diktatúrájával harcba szálló szerb B92 Rádió működését is, a hozzá eljuttatott adásjelet a Tilos lőtte fel egy műholdra, hogy Szerbiában is fogható legyen.
2008 májusában a Rádió elköltözött a Kinizsi utcai Kultiplex Művelődési Házból a VIII. kerületi Mária utcába, mivel a Kultiplexet a IX. kerületi Önkormányzat lebontatta, helyén közparkot létesített.
2008. június 11-i ülésén a Tilos Kulturális Alapítvány műsorszolgáltatási szerződés megújítására irányuló kérelmét az Országos Rádió és Televízió Testület (ORTT) nem támogatta, de a későbbi (október 1.) döntés értelmében a Tilos novembertől még 5 évig biztosan maradhat a 90,3 MHz-en.
2019 nyarán az Üllői út és a Könyves Kálmán körút sarkán álló Pénzverde épületébe költözött át a stúdió. 2021-ben pedig az adóantenna költözött le a Gellért-hegyi Citadelláról a józsefvárosi Népszínház utca 28 számon álló toronyház tetejére.
2022. szeptember 3-án éjfélkor lejárt a műsorszolgáltatási szerződés, így a FM-adása 19 év után ideiglenesen szünetelt. Október 22-én indulhatott újra, addig csak az interneten volt hallható.
2025 elején ismét költözött a stúdió: a Pénzverde épületéből a rádió történetében első ízben Budára, a Margit körút 9-be helyezte át a székhelyét.

## Botrányok
2003. december 24-én, szenteste a rádió Barangó nevű műsorvezetője élő adásban részegen kijelentette: „A legszívesebben kiirtanám az összes keresztényt.” Ezt követően botrány tört ki a rádió körül. A rádió vezetése bocsánatot kért, a műsorvezetőt elbocsátották. A közleményük szerint: Ennek a mondatnak soha, semmilyen médiumban nem szabadott volna elhangoznia, ugyanakkor reméljük, hogy egy 13 éves rádió működését nem egy mondat miatt fogják az emberek megítélni.
2024. szeptember 4-én a rádió Gyökérkezelés c. műsorába meghívták Fodor Gábort, az SZDSZ egykori elnökét, ami miatt szeptember 26-án a rádió szerkesztősége váratlanul megszüntette a műsort, Fodor Gábor meghívását pedig súlyos hibának nevezték. A műsor szerkesztői emiatt távoztak a rádiótól, maga Fodor Gábor pedig az esetet politikai cenzúrának nevezte.

## Finanszírozása
A Tilos Rádióban minden műsorvezető térítésmentesen, pro-bono dolgozik. A stáb több mint 300 önkéntesből áll, a rádió tagjai maguk is hozzájárulnak anyagilag annak fenntartásához. Egy ideig a rádiót működtető alapítvány bevételeinek 1/3-a az állami Műsorszolgáltatási Alap pályázataiból, kétharmada egyéb pályázatokból és a hallgatók támogatásából származott. 2013-tól kezdve a Tilos Rádió nem pályázik állami újraelosztásból származó pénzekre, így működési költségeit kizárólag a hallgatók hozzájárulásaiból és egyéb, nem állami pályázati forrásokból teremti elő. Ehhez rendszeresen szervez adománygyűjtő akciókat. Ezek legjelentősebbike az évente megrendezésre kerülő, egy hetes Tilos Maraton nevű rendezvénysorozat, amelyből például 2023-ban közel 60 millió forint bruttó bevétel érkezett.(A nettó összeg ennek a 60 százaléka.) 2006-ban 7,2 millió forint bevétele származott az befizetett jövedelemadó 1%-a felajánlásából, amivel a 74. legtámogatottabb civil szervezet lett Magyarországon. A rádiót korábban a Soros György-féle Open Society Foundations is támogatta.

## Műsorvezetők
- Bakács Tibor Settenkedő – Honthy és Hanna (több más műsorvezetővel) péntekenként 16:00–18:00. (műsora 2017-ben megszűnt)
- Barotányi Zoltán - Csonkamagyarország ( Oroszi Iván, Tálos Lőrinc, Csák Róbert, Fehér Károly) keddenként 10:00-12:00
- Bojtár B. Endre – Haza és haladás (több más műsorvezetővel) péntekenként 08:00–10:00.
- Busa Pista (Eric Cartman néven) – Szabadfoglalkozás kéthetente hétfőn 13:30–15:00.
- Czabán (DJ Kolbász) György – Haza és haladás (több más műsorvezetővel) péntekenként 08:00–10:00 és Még több jazzt az óvodákba! szerdánként 16:00–17:00.
- Csabai (Papó) Gábor – Szakácstolvaj (Buttás Leventével) csütörtökönként 10:00–12:00, valamint Planet Error (több más műsorvezetővel) kéthetente péntekenként 10:00–11:30.
- Csejdy András – Kolorlokál (több más műsorvezetővel) minden szerdán 07:00–10:00.
- Cseke Lilla – Futó Kaland (több más műsorvezetővel) kéthetente vasárnap 17:00–18:30.
- Győri Csilla - Pergő képek(Kronauer Ádámmal) minden második csütörtök 16:30-18:00.
- Igor Lazin – Burek Forever (Goran Dimic-csel) minden második kedden 20:00–21:00 és butASzerda minden második hétfőn 13:00–15:00.
- Kádár Tamás - Nemzeti felkelés (több más műsorvezetővel) csütörtökönként 08:00–10:00.
- Kemény Vagyim – Vosztok című műsora Dohi Gabriellával közösen, Csomor Dávid segítségével minden második szerdán 18:30–tól 19:30-ig meghívott vendégekkel beszélgetnek orosz, ukrán, posztszovjet ügyekről[19] és civilizáció című műsora Nyári Julival közösen[20] minden minden második szerdán 16 órától 17 óráig vidéki civil szervezetekről, új témákat hozva be a rádióba, helyszíni beszélgetések formájában és a hallgatók és a vidéki civil szervezetek között erősítve a kapcsolatot.
- Kitzinger Dávid -  Kolorlokál (több más műsorvezetővel) minden szerdán 07:00–10:00.
- Ligeti György – Magic Monday (több más műsorvezetővel) minden második hétfőn 07:00–08:00. (Műsora 2017-ben megszűnt)
- Molnár Péter – Legyen tilos a gyűlöletbeszéd? Archiválva 2015. április 2-i dátummal a Wayback Machine-ben (Bósza Attilával) minden második hétfőn 18:30–19:30.
- Palotai Zsolt – Szerda esti c. műsora szerdánként 22:00–23:00, Jövőzene c. műsora (Wondawulffal) szombatonként 20:00–22:00.
- Pálos György - Haza és haladás (több más műsorvezetővel) péntekenként 08:00–10:00.
- Ránki Júlia – Szépkilátó fogadó minden második szombaton 10:30–11:30.
- Sebők Marcell - Kolorlokál (több más műsorvezetővel) minden szerdán 07:00–10:00.
- Sugár János – Alkotás útja (több más műsorvezetővel) minden csütörtökön 21:00–22:00 és civilizáció (több más műsorvezetővel) minden pénteken 11:30-12:30.
- Szőke András – Szőke rádiózik hétfőnként 10:00–12:00. Műsora 2016-ban megszűnt.
- Tóth Pál – No Wave minden vasárnap 22:00–0:00.
- Tóth Szabolcs – Alap - indiai klasszikus zene minden vasárnap 11:30–13:30, 3. utas szemléletmagazin kéthetente szerdán 10:00–12:00, Futó Kaland (több más műsorvezetővel) kéthetente vasárnap 17:00–18:30
- Weyer Balázs – Nemzeti Felkelés (több más műsorvezetővel) csütörtökönként 08:00–10:00 között.
- és még igen sokan mások: a Tilos Rádió összes műsorának listája, az adott műsorok oldalán a műsort készítők listája is megtalálható.